# Masters de Montecarlo 1985
El Abierto de Montecarlo 1985 fue un torneo de tenis masculino jugado sobre tierra batida. Fue la 79.ª edición de este torneo. Se celebró entre el 1 y el 7 de abril de 1985.

## Campeones

### Individuales
Ivan Lendl vence a  Mats Wilander, 6–1, 6–3, 4–6, 6–4.

### Dobles
Pavel Složil /  Tomáš Šmíd vencen a  Shlomo Glickstein /  Shahar Perkiss, 6–2, 6–3.